# Comité Noruego del Nobel

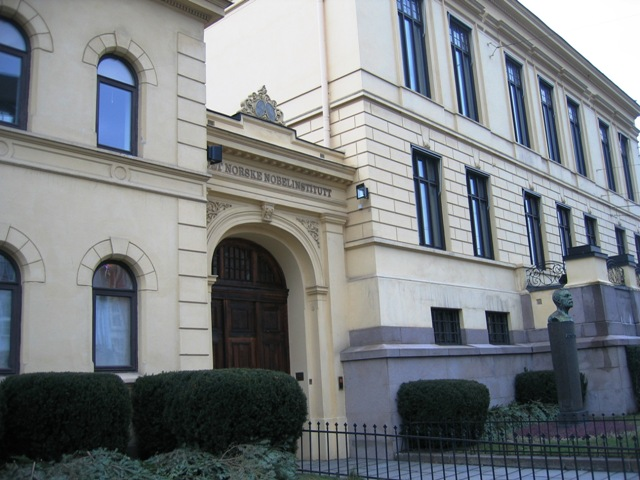
El Instituto Nobel Noruego, lugar en el que el comité celebra sus reuniones

El Comité Noruego del Nobel (en noruego: Den norske Nobelkomité) es el encargado de seleccionar al ganador del Premio Nobel de la Paz cada año en nombre del empresario industrial sueco Alfred Nobel, siguiendo las normas establecidas en su testamento. Este comité se compone de cinco miembros nombrados por el parlamento noruego, manteniendo en la actualidad una configuración política muy similar a la de esta institución.
En un momento en el que Suecia y Noruega mantenían unas delicadas relaciones diplomáticas, Alfred Nobel asignó en su testamento la labor de seleccionar al ganador (o ganadores) del Premio Nobel de la Paz al parlamento noruego. Pese a que en la actualidad los miembros del comité sean nombrados por el parlamento, y durante las últimas décadas la mayoría de sus miembros hayan sido políticos retirados, el comité es un organismo privado cuya tarea es otorgar un premio, también privado.
El Instituto Nobel Noruego asiste al comité en función de secretario. Además, el comité celebra sus reuniones en el edificio del instituto, donde también se anuncia al ganador. Sin embargo, la ceremonia del premio se celebra en el Ayuntamiento de Oslo desde 1990.

## Historia
Alfred Nobel falleció en diciembre de 1896, y en enero de 1897 fue revelado el contenido de su testamento, escrito un año antes. En este se establecía que el Premio Nobel de la Paz debería entregársele "a la persona que haya trabajado más o mejor en favor de la fraternidad entre las naciones, la abolición o reducción de los ejércitos existentes y la celebración y promoción de procesos de paz". Además, parte del dinero de la herencia, la cual se encarga de gestionar la Fundación Nobel, sería entregada al ganador.  Mientras que la responsabilidad de otorgar el Premio de la Paz se le cedió al parlamento noruego, concretamente al Comité Noruego del Nobel (institución que se creó para este fin) compuesto por cinco personas elegidas por el propio parlamento, el resto de Premios Nobel son otorgados por otras instituciones suecas ya existentes como la Academia Sueca, la Real Academia de las Ciencias de Suecia y el Instituto Karolinska.
El jurista Fredrik Heffermehl advirtió que no necesariamente habría que esperar que un cuerpo legislativo se ocupara de la labor judicial de gestionar una herencia legal. Ya que la labor del parlamento es crear y modificar leyes, mientras que un testamento no puede ser modificado a menos que las cláusulas estén claramente obsoletas. Sin embargo este asunto no ha sido debatido en profundidad, tal vez por el temor a que el dinero donado pudiera perderse en litigios jurídicos si la institución no era creada pronto. El 26 de abril de 1897 el parlamento noruego aceptó la tarea y el 5 de agosto del mismo año se formalizó el proceso de elección y el periodo de servicio de los miembros del comité. El primer Premio Nobel de la Paz fue otorgado en 1901 a Henri Dunant y Frédéric Passy. En sus inicios el comité estaba compuesto por miembros en activo del parlamento y los informes anuales se discutían en sesiones parlamentarias. Estos lazos con el parlamento noruego fueron más tarde debilitados con el fin de hacer más independiente al comité. En consecuencia, el nombre de la institución fue cambiado en 1901 de Comité Noruego del Nobel a Comité Nobel del Parlamento Noruego (en noruego: Det norske Stortings Nobelkomité) sin embargo, se volvió a cambiar en 1977. Hoy en día los parlamentarios en activo no pueden formar parte del comité a menos que hayan declarado su intención de dejar el cargo pronto. 
De todos modos, el comité sigue estando formado mayoritariamente por políticos. En 1903 la propuesta de elección del especialista en derecho Ebbe Hertzberg fue rechazada. A finales de 1948 el sistema de elección se modificó para conseguir que el comité fuera más proporcional con la representación parlamentaria de los partidos políticos de Noruega. El Partido Laborista Noruego, que ostentaba una mayoría simple en el parlamento noruego dirigió el cambio. Aunque este fue considerablemente criticado, se consolidó. También ha habido propuestas para incluir miembros no noruegos en el comité, sin embargo esto nunca se ha producido.
El Instituto Nobel noruego establecido en 1904 asiste al comité del Nobel. El comité puede llegar a recibir más de cien nominaciones y peticiones del Instituto Nobel en febrero de cada año para estudiar a alrededor de veinte candidatos. El director del Instituto Nobel también cumple el papel de secretario del Comité Noruego del Nobel; actualmente este cargo lo ocupa Olav Njølstad. Kaci Kullmann Five ha liderado el Comité Noruego del Nobel desde marzo de 2015.

## Lista de Presidentes
Lista de presidentes

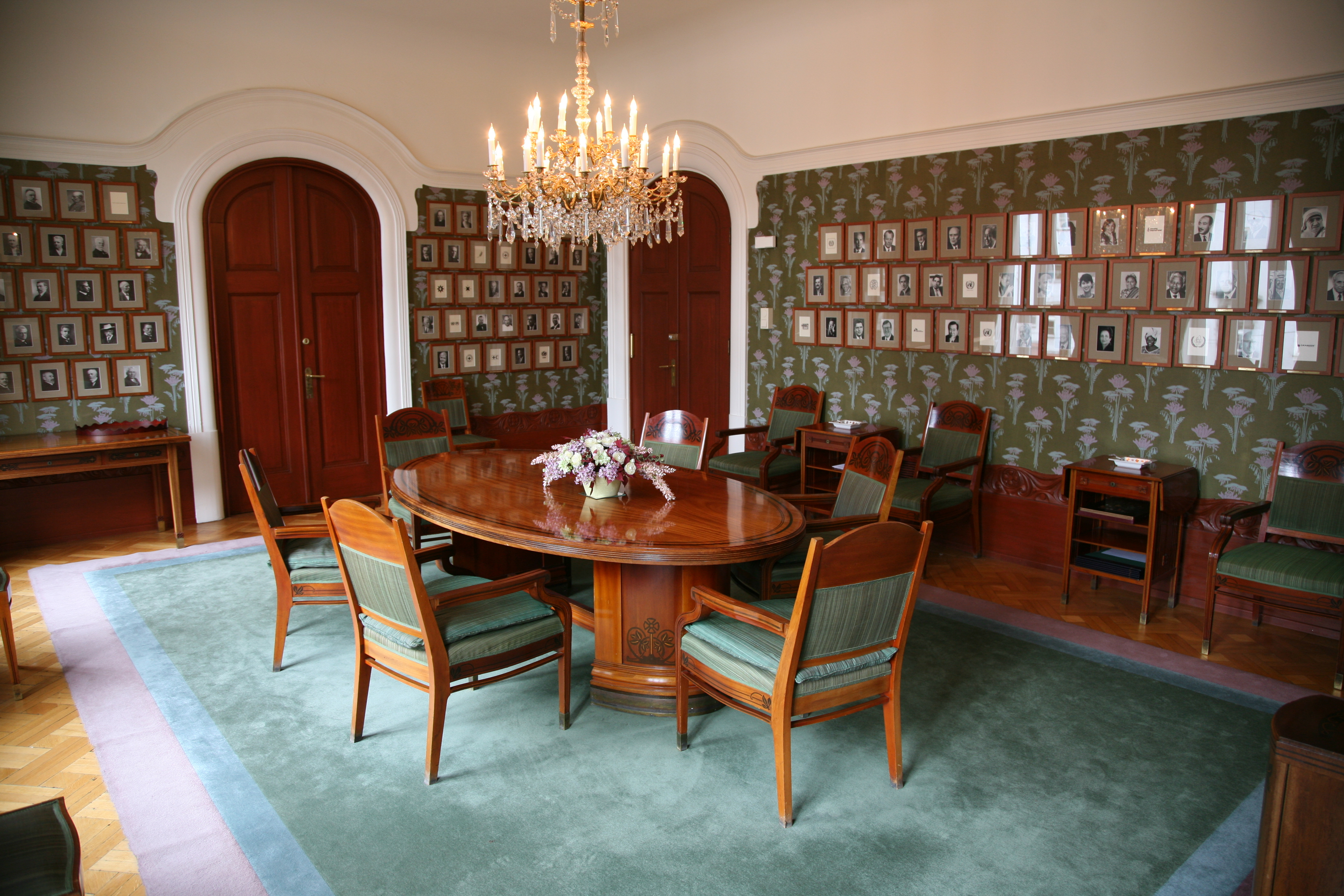
Interior del Instituto Noruego del Nobel

| - 1900–1901: Bernhard Getz - 1901–1922: Jørgen Løvland - 1922–1922: Hans Jacob Horst - 1922–1941: Fredrik Stang - 1941–1943: Gunnar Jahn - 1944–1945: ver abajo - 1945–1945: Carl Joachim Hambro - 1945–1966: Gunnar Jahn - 1967–1967: Nils Langhelle - 1967–1967: Bernt Ingvaldsen | - 1968–1978: Aase Lionæs - 1979–1981: John Sanness - 1982–1989: Egil Aarvik - 1990–1990: Gidske Anderson - 1991–1999: Francis Sejerstad - 2000–2002: Gunnar Berge - 2003–2008: Ole Danbolt Mjøs - 2009–2015: Thorbjørn Jagland - 2015–2017: Kaci Kullmann Five - 2017–presente: Berit Reiss-Andersen |

En enero de 1944, un intento del gobierno de Vidkun Quisling de usurpar las funciones del Comité del Nobel dio como resultado la renuncia de Jahn y otros miembros del comité. El consulado sueco en Oslo asumió formalmente la gestión de la propiedad de la Fundación Nobel en esa ciudad.

## Miembros en 2015
En la actualidad el comité está formado por:
- Kaci Kullmann Five (presidenta, nacida en 1951), antigua miembro del parlamento y ministra de gabinete del Partido Conservador. Miembro del Comité Noruego del Nobel desde 2003, vicepresidenta desde 2009 y presidenta desde 2015.
- Berit Reiss-Andersen (vicepresidenta, nacida en 1954), abogada y presidenta de la Norwegian Bar Association, anteriormente secretaria de estado en el Ministerio de Justicia y Seguridad (representante del Partido Laborista). Miembro del Comité Noruego del Nobel desde 2011.
- Inger-Marie Ytterhorn (nacida en 1941), antigua miembro del parlamento del Partido Progresista. Miembro del Comité Noruego del Nobel desde el año 2000.
- Thorbjørn Jagland (nacido en 1950) antiguo miembro del parlamento, presidente de La Gran Asamblea y antiguo primer ministro del Partido Laboralista, actual secretario general del Consejo Europeo. Presidente del Comité Noruego del Nobel desde 2009 hasta 2015. Actualmente miembro habitual del consejo.
- Henrik Syse (nacido en 1966), investigador de alto rango en el Instituto de Investigación Internacional de la Paz de Oslo (PRIO).

## Secretaría
El Instituto Nobel Noruego asiste al comité como su secretario. El director del instituto posee el título de secretario; este no es un miembro del comité, sino un empleado del Instituto Nobel noruego.
Lista de secretarios
- 1901–1909: cristiano Lous Lange
- 1910–1945: Ragnvald Moe
- 1946–1973: August Schou
- 1974–1977: Tim Greve
- 1978–1989: Jakob Sverdrup
- 1990–2015: Geir Lundestad
- 2015–presente: Olav Njølstad